# 自主神经系统
自主神经系统（autonomic nervous system，ANS）又称自律神经系统
，是调节内脏器官、平滑肌及腺体活动的神经系统；其不受意识支配，有一定的自律性，包括相互拮抗的交感神经系统和副交感神经系统两部分。自主神经系统旧称内脏神经系统（visceral nervous system）、植物神经系统（vegetative nervous system）。
广义的自主神经系统包括中枢部和周围部，中枢部位于脑和脊髓，周围部包括传入部和传出部，传出部由交感神经和副交感神经组成。狭义的自主神经系统只限周围部，与躯体神经系统共同组成脊椎动物的周围神经系统。所谓“自律(自主)”，是因为未受训练的人无法靠意识控制该部分神经的活动。自律神經系統控制體內各器官系統的平滑肌、心肌、腺體等組織的功能，如心臟搏動、呼吸、血壓、消化和新陳代謝。
自主神經系統可進一步分為三个部分：
- 交感神经系统：負責調動身體的資源來應對環境中的壓力
- 副交感神经系统：於休眠時負責補充修復的功能
- 肠神经系统：腸神經系統接受中樞調節較少，時常被歸類為一個獨立的系統。

与躯体神经系统一样，自主神经系统中神经，既有脑神经也有脊神经。

## 構造與生理
自律神經的控制中心位於下視丘以及腦幹，透過脊髓下達至各器官。它也接受大腦皮質以及邊緣系統的調節。
訊息由中樞神經傳出後，透過兩個神經元（節前神經元 preganglionic neuron 與節後神經元 postganglionic neuron）傳至目標器官。交感神經系統的神經節位於第一胸椎至第二腰椎間（T1-L2）較靠近脊椎處，離臟器較遠。而副交感神經系統透過第3、7、9、以及第10條腦神經與骶髓（S2, S3, S4）下達訊息，有較長的節前神經元，在較靠近臟器或分佈於臟器內的神經節與較短的節後神經元形成突觸。
另外，神經可再依它們所釋放出的神經傳導物質來分類：交感神經與副交感神經的節前神經元釋出的傳導物質皆為乙醯膽鹼，搭配的受器（位於節後神經元細胞膜上）皆為尼古丁受器，交感神經的節後神經大多釋出去甲基腎上腺素，唯獨負責控制汗腺的交感節後神經釋出的是乙醯膽鹼，副交感神經的節後神經釋出乙醯膽鹼，搭配的受器為蕈毒鹼受器。

## 臨床重要性
「自主神經障礙」是自主神經系統不正常運作下導致一系列症狀的統稱，國際疾病分類標準（ICD-10）代碼為G90。
造成自主神經病變與障礙的原因很多，先天基因的表現、重大或長期壓力的累積、飲食及生活作息的異常、藥物的副作用、以及糖尿病或者帕金森氏症等神經退化性疾病，都可能造成自主神經病變或障礙。
自主神經系統掌管人體90%以上身心活動，心率變異HRV不正常，即代表身心不健康。心率變異HRV（單位ms）代表自律神經總活性；自律微調功能越好，HRV越高。其實HRV與年齡有極大關連性。20歲的年輕人其心率變異H R V約為50-60ms，但隨著身心老化率變異HRV在60歲時降至20到25ms 。女性較男性略高，依此可觀察現況的生理年齡。

### 症狀
自律神經失調的症狀可能遍佈全身，一般人會出現至少二到三種不同器官系統的症狀，症狀的呈現因人而異，焦慮、恐慌、失眠、眩暈、慢性鼻炎、姿勢性低血壓、心悸、胃食道逆流、大腸激躁症(腸躁症)、多汗症、頻尿、性功能障礙等，都可能因自律神經失調引起。患者通常經徹底檢查後仍無法找出能合理解釋症狀程度的器官病變，因此常被誤解為是心理作用或精神病。
| 腦部     | 頭暈、頭重、注意力難集中、思考理解力下降、情緒起伏不定、易怒、容易緊張、焦慮、恐慌症、憂鬱、負面思考、無力倦怠感、入睡困難、淺眠、多夢、半夜容易醒來、打鼾、中風後遺症、失智等神經退化性疾病、手抖(顫抖)、面神經麻痺、三叉神經痛、妥瑞症、注意力不足過動症(ADHD)、亞斯伯格症候群、兒童發展遲緩 |
| 眼睛     | 眼睛乾澀、眼睛疲勞、老花惡化 |
| 耳鼻喉   | 慢性鼻炎、過敏性鼻炎、慢性咽喉炎、慢性咳嗽、咽喉乾或異物感、眩暈、耳鳴、梅尼爾氏症、内耳炎 |
| 心臟胸腔 | 心悸、胸悶、呼吸困難、高血壓、姿勢性低血壓 |
| 胃腸     | 打嗝、腹脹、胃脹、常放屁、軟便、便秘、胃食道逆流、腸躁症、吞嚥困難 |
| 泌尿     | 頻尿、夜尿、攝護腺肥大、性功能障礙 |
| 肌肉     | 肩頸僵硬、腰痠、背痛、足底筋膜炎、不寧腳症候群 |
| 皮膚     | 慢性蕁麻疹、慢性濕疹、異位性皮膚炎、頑固性皮膚病 |
| 內分泌   | 失調、盜汗、多汗症、手腳冰冷、臉部潮紅 |
| 婦科     | 經前症候群、提早更年期、更年期症候群 |

### 檢測技術
自律神經檢測的正式學術名稱為heart rate variability，簡稱HRV，中文稱為心率變異分析。最早於1963年由婦產科醫師Hon and Lee發現並在臨床上運用,判斷胎兒是否健康,因為在胎兒窘迫發生之前,心跳間隔的差異是最早出現變化的參數。於1970年代, Ewing團隊利用心率變異以及姿勢所引起的血壓變化等參數來診斷出糖尿病心臟自主神經病變。之後的20年間有超過一萬篇關於HRV的論文在國際主流期刊上發表,臨床研究顯示心率變異與各科疾病的預後有顯著的關連性,自律神經活性定量分析逐漸受到重視。歐洲心臟學會（European Society of Cardiology）及北美心律電生理學會（North American Society of Pacing and Electrophysiology）所成立的特別工作小組,於1996年公佈了“心率變異性之量測、生理意義及臨床應用”之國際標準。
利用HRV偵測自律神經及其他器官疾病的論文至今已不計其數，由於準確度高美國醫療保險業也將HRV/R-R間距加入給付項目(CPT 95921 and CPT 95922), 台灣目前在神經內科及精神科對HRV的使用還不普遍。

## 發現歷史
19世紀末, 英國劍橋大學的生理學家沃尔特·霍尔布鲁克·加斯克尔與 John Langley 先後發現「每個體內的器官都被兩組性質相反的神經控制著」，並且定義了「自主神經系統」。美國哈佛大學的科學家沃尔特·布拉德福·坎农更於20世紀中葉進一步解釋了自律神經與體內平衡，和情緒以及高等大腦功能的相關性。

## 外部連結

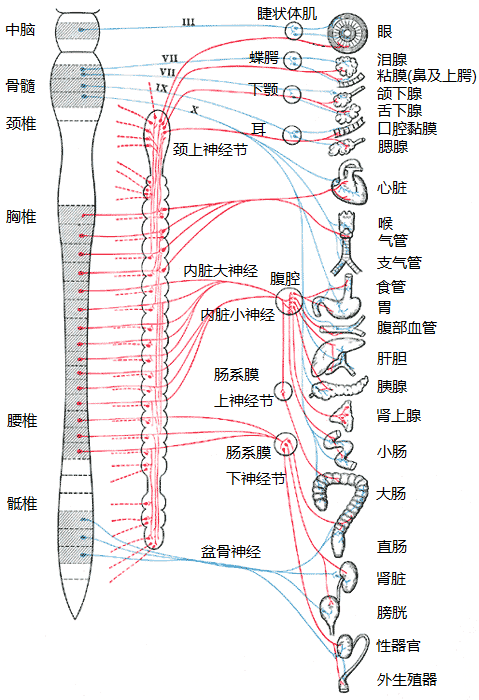
自律神经系统，红色部分为交感神经，蓝色部分为副交感神经

- 解剖學(Anatomy)-自主神經系統(autonomic nerve system)-1
- 解剖學(Anatomy)-自主神經系統(autonomic nerve system)-2